# روابط مالزی و هلند
روابط مالزی و هلند (انگلیسی: Malaysia–Netherlands relations) به روابط بین‌الملل بین دو کشور مالزی و هلند اشاره دارد. سفارت هلند در کوالا لامپور، و سفارت مالزی در لاهه قرار دارد.

## تاریخچه
هلند در اوائل سال ۱۶۰۲ در یک مأموریت تجاری جهت نظارت بر تجارت پرمنفعت ادویه از مجمع‌الجزایر مالایی، وارد شبه‌جزیره مالایی شد. هلند سپس در اوائل قرن هفدهم، با سلطان‌نشین جوهُر روابط برقرار کرد و در سال ۱۶۴۱، مستعمره پرتغالی ملاکا (در کرانه جنوب-شرقی شبه جزیره مالزی کنونی) را تصرف کرد.